# 援助 (クルアーン)
援助（アン・ナスル、アラビア語: سورة النصر）とは、クルアーンにおける第110番目の章（スーラ）。3つの節（アーヤ）から成る。632年のメッカへの大巡礼の際に下された啓示であるとされており、ムハンマドはその80日後に死亡したとされている。第110章というクルアーンの終盤に位置しており非常に短い章構成であることから一見すればマッカ初期の啓示の特徴を有しているスーラであるが、その内容や文体からもメディナ期の啓示であるとされる。

## 内容
アッラーフを称え、許しを乞うことを命じる章である。ハディースによれば、「援助と勝利が来たとき」とはムハンマドの死期を示す比喩であるとされている。第1節に記されている「勝利」とは、圧倒的多数のメッカ軍に対してムハンマド率いるメディナ軍が奇跡的な勝利を収めたバドルの戦いを指している。この啓示を受けた後、ムハンマドはアッラーフの命じる通り礼拝の際に必ずこの章の第3節の言葉を唱えていたとされる。